# Shotton (Walia)
Shotton – miasto i gmina (community) w północno-wschodniej Walii, w hrabstwie Flintshire, położone na południowym brzegu rzeki Dee, w sąsiedztwie miast Connah’s Quay i Queensferry, z którymi tworzy konurbację Deeside. W 2011 roku liczyło 6663 mieszkańców.
Rozwój miejscowości zapoczątkowany został w XVIII wieku. Pierwotnie był to ośrodek wydobycia węgla, później hutnictwa żelaza i stali. Zakłady hutnicze, zlokalizowane na przeciwnym brzegu rzeki, rozpoczęły działalność w 1895/1896 roku i funkcjonują do dziś. Pod koniec XX wieku w ich sąsiedztwie powstała elektrownia gazowa oraz papiernia.
Znajduje się tu stacja kolejowa na skrzyżowaniu linii North Wales Coast Line (Holyhead – Chester) i Borderlands Line (Wrexham – Birkenhead).